# Natalja Vitaljevna Vorobjova
Natalia Vitaljevna Vorobjeva (ooszul: Ната́лья Вита́льевна Воробьёва, Tulun, 1991. május 27. –) orosz női szabadfogású birkózó. A 2012. évi nyári olimpiai játékokon aranyérmet szerzett 72 kg-ban. A 2015-ös birkózó-világbajnokságon és a 2019-es birkózó-világbajnokságon aranyérmet szerzett.

## Sportpályafutása
A 2019-es birkózó-világbajnokságon a 72 kg-osok súlycsoportjában a döntő során az ukrán Alina Berezsna Sztadnik Makhinia volt az ellenfele.